# Deutzia mollis
Deutzia mollis är en hortensiaväxtart som beskrevs av John Firminger Duthie. Deutzia mollis ingår i släktet deutzior, och familjen hortensiaväxter. Inga underarter finns listade i Catalogue of Life.